# Fridrich III. Pruský
Fridrich III. Pruský (něm. celým jménem Friedrich Wilhelm Nicolaus Karl von Hohenzollern; 18. října 1831, Postupim – 15. června 1888, Postupim) byl německý císař a pruský král. Vládl pouhých 99 dní, od 9. března 1888 do 15. června 1888. Pocházel z dynastie Hohenzollernů.

## Původ
Otcem Fridricha Viléma byl pozdější německý císař a pruský král Vilém I. a matkou Augusta Sasko-Výmarská. Manželkou Fridricha Viléma byla princezna Viktorie Sasko-Koburská, nejstarší dcera anglické královny Viktorie. Sňatek byl uzavřen v roce 1858 a manželství bylo po celou dobu velmi šťastné. Fridrich Vilém a Viktorie spolu měli osm dětí, z nichž šest se dožilo dospělosti. Nástupcem Fridricha III. na trůně se stal jeho syn Vilém II.

## Korunní princ
Fridrich prožil téměř celý svůj život jako korunní princ a následník trůnu. Králem a císařem se stal jen na posledních 99 dnů svého života. To, že se stal králem a císařem až ve svých 56 letech bylo způsobeno tím, že se jeho otec Vilém I. dožil úctyhodného věku 90 let a až do své smrti si držel všechny své tituly a politické funkce. Fridrich se tak cítil po celý život opomíjený a měl oprávněný pocit, že jeho schopnosti nejsou dostatečně využívány pro blaho země. Oceňován byl pouze jeho přínos pro armádu – jako vojenský velitel se osvědčil především ve válce s Rakouskem (1866), kdy v bitvě u Hradce Králové spolu s náčelníkem generálního štábu Leonhardem von Blumenthalem a II. armádou dosáhl rozhodujícího vítězství. Úspěch zaznamenal i ve válce prusko – francouzské (1870–1871). Zvláštní přitom je, že Fridrich byl velmi špatný vojenský stratég a navíc se označoval za odpůrce válek a zapřisáhlého pacifistu. Asi i proto se z těchto úspěchů nikdy příliš neradoval.

## Nemoc
Ještě za života jeho otce, císaře a krále Viléma I., se v roce 1887 u korunního prince Fridricha začaly objevovat příznaky počínající vážné nemoci. V době, kdy po smrti otce usedl na trůn, byl již zdravotní stav Fridricha III. velmi vážný. Trpěl rakovinou hrtanu. Po celou dobu nemoci o něj pečovala řada předních německých laryngologů, chirurgů a odborníků na léčbu rakoviny. Přizván byl také anglický specialista Morell Mackenzie, majitel kliniky krčních chorob v Londýně, kterého do země pozvala Fridrichova manželka Viktorie. Od té chvíle ale docházelo mezi německými specialisty a lékařem z Anglie k neustálým sporům ohledně diagnózy nemoci a postupu při její léčbě. Němci se snažili Fridricha nejprve léčit tak, že mu rakovinný nádor v hrdle vypalovali žhavým platinovým drátem. Růst nádoru tím nezastavili a navíc následníka trůnu připravili částečně o hlas. 9. února 1887 se začal korunní princ při svém ozdravném pobytu v San Remu dusit a byla mu provedena tracheotomie a zavedena kanyla. Od této chvíle ztratil hlas nadobro. V tomto vážném zdravotním stavu se ujal vlády a 9. března 1888 přijal titul krále pruského a císaře německého. Lid byl novým panovníkem nadšen, jelikož Fridrich byl znám jako liberál a od jeho vlády se očekávaly v budoucnu velké politické změny. Němečtí lékaři se zatím stále snažili panovníka vyléčit – navrhovali provést operaci, jejíž úspěšnost byla však v těch dobách pouze 10%. Morell Mackenzie si vůbec nebyl jist tím, zda se skutečně jedná o rakovinu a stal se zapřisáhlým odpůrcem nebezpečné operace. Jeho postoj nakonec zvítězil a Mackenzie byl jmenován osobním lékařem císaře Fridricha III., s nímž se i velmi blízce spřátelil. Život však Fridrichovi zachovat nedokázal. Císařův zdravotní stav se den ode dne zhoršoval. Z Berlína se nechal umírající císař převézt do svého rodného města Postupim, do zámku Fridrichova koruna. 10. června 1888 Mackenzie císaři sdělil, že již není žádná naděje na vyléčení. O pět dní později, 15. června 1888, Fridrich III. na následky rakoviny hrtanu zemřel. Jediným důležitým rozhodnutím, které Fridrich III. za své krátké vlády učinil, bylo odvolání konzervativního pruského ministra vnitra Roberta von Puttkamera.

## Rodina

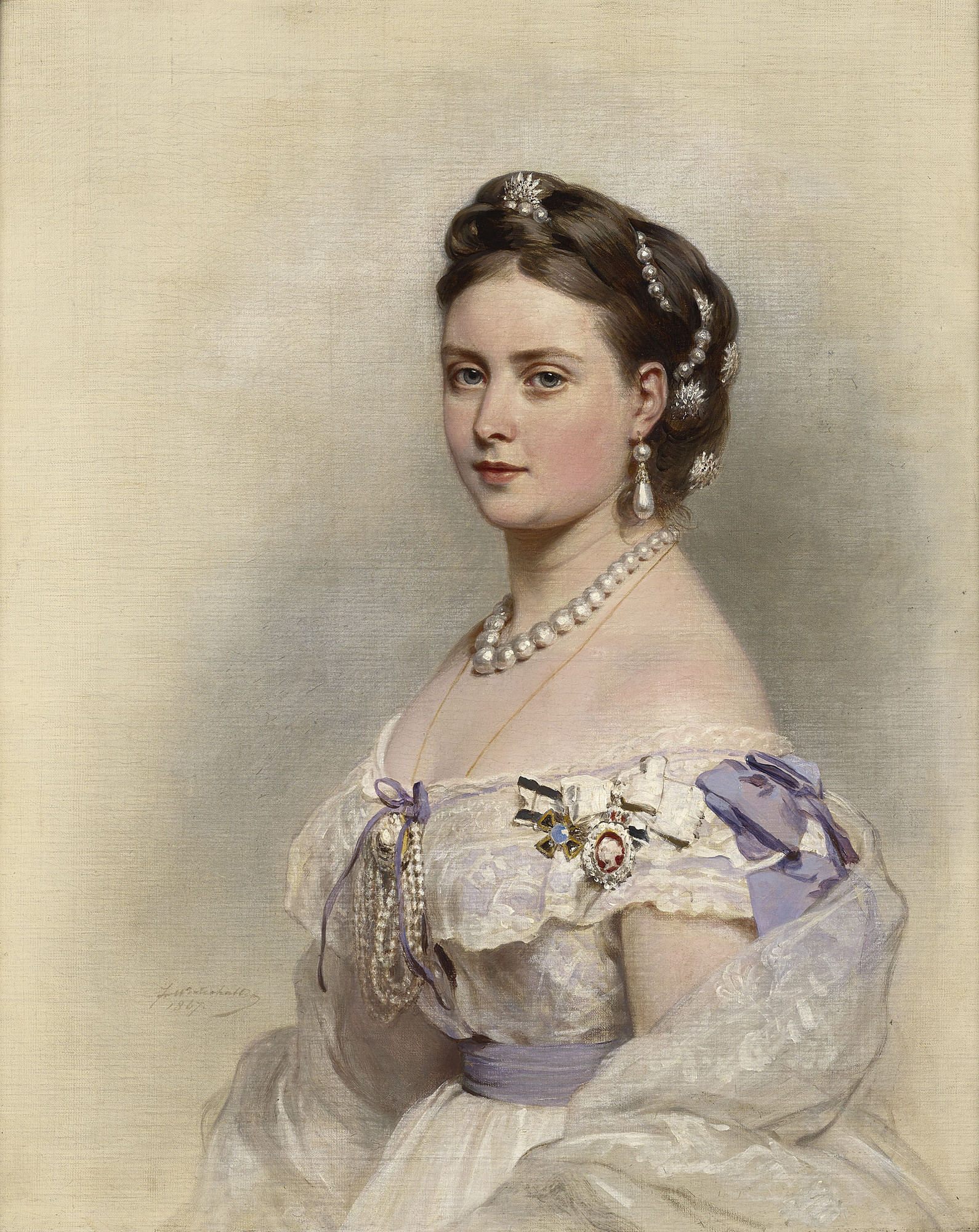
Fridrichova manželka Viktorie, královská princezna

Dne 25. ledna 1858 si v Královské kapli Svatojakubského paláce v Londýně vzal za ženu nejstarší dceru britské královny Viktorie, taktéž Viktorii Sasko-Koburskou. Měli spolu tyto děti:
- Vilém (27. ledna 1859 – 4. června 1941), poslední německý císař a pruský král v letech 1888–1918,
⚭ 1881 Augusta Viktorie Šlesvicko-Holštýnská (22. října 1858 – 11. dubna 1921)
⚭ 1922 Hermína Reusská (17. prosince 1887 – 7. srpna 1947)
- Šarlota (24. července 1860 – 1. listopadu 1919), ⚭ 1878 Bernard III. Sasko-Meiningenský (1. dubna 1851 – 16. ledna 1928), poslední vévoda sasko-meiningenský
- Jindřich (14. srpna 1862 – 20. dubna 1929), ⚭ 1888 Irena Hesensko-Darmstadtská (11. června 1866 – 11. listopadu 1953)
- Zikmund (15. září 1864 – 18. června 1866)
- Viktorie (12. dubna 1866 – 13. listopadu 1929),
⚭ 1890 Adolf ze Schaumburg-Lippe (20. července 1859 – 9. července 1916)
⚭ 1927 Alexandr Anatoljevič Zubkov (25. září 1901 – 28. ledna 1936)
- Valdemar (10. února 1868 – 27. března 1879)
- Sofie (14. června 1870 – 13. ledna 1932), ⚭ 1889 Konstantin I. (2. srpna 1868 – 11. ledna 1923), řecký král v letech 1913–1917 a 1920–1922
- Markéta (22. dubna 1872 – 22. ledna 1954), ⚭ 1893 Fridrich Karel Hesenský (1. května 1868 – 28. května 1940), finský král (říjen až prosinec 1918)

## Marné naděje
Řada historiků si ještě dnes klade otázku, jaký by byl v budoucnu vývoj císařského Německa, kdyby Fridrich III. nezemřel předčasně. Fridrich III. byl na rozdíl od svého otce Viléma I. a svého syna Viléma II. zapřisáhlý liberál a pacifista. Na řadu věcí měl zcela opačný názor než vlivný kancléř Otto von Bismarck a osobně se Fridrich III. a von Bismarck neměli vzájemně vůbec v oblibě.[zdroj?] Po smrti Fridricha III. se stal císařem jeho syn Vilém II., konzervativec a militarista. Po necelých dvou letech propustil kancléře Bismarcka a začal expanzivní mezinárodní politiku. Do vypuknutí I. světové války zbývalo v tom okamžiku celých 26 let.

## Tituly
- 18. března 1831 – 2. leden 1861: Jeho královská Výsost, pruský princ
- 2. leden 1861 – 18. leden 1871: Jeho královská Výsost, pruský korunní princ
- 18. leden 1871 – 9. březen 1888: Jeho císařská a královská Výsost, německý a pruský korunní princ
- 9. březen 1888 – 15. červen 1888: Jeho císařské a královské Veličenstvo, německý císař a pruský král

## Vývod z předků
|                      |                                          |  |                                             |                                                  |  |  |  |  |  |  |  | August Vilém Pruský |
|                      |                                          |  |                                             |                                                  |  |  |  |  |  |  |  |                     |
|                      | Fridrich Vilém II.                       |  |                                             |                                                  |  |  |  |  |  |  |  |                     |
|                      |                                          |  |                                             |                                                  |  |  |  |  |  |  |  |                     |
|                      |                                          |  |                                             | Luisa Amálie Brunšvicko-Wolfenbüttelská          |  |  |  |  |  |  |  |                     |
|                      |                                          |  |                                             |                                                  |  |  |  |  |  |  |  |                     |
|                      | Fridrich Vilém III.                      |  |                                             |                                                  |  |  |  |  |  |  |  |                     |
|                      |                                          |  |                                             |                                                  |  |  |  |  |  |  |  |                     |
|                      |                                          |  |                                             | Ludvík IX. Hesensko-Darmstadtský                 |  |  |  |  |  |  |  |                     |
|                      |                                          |  |                                             |                                                  |  |  |  |  |  |  |  |                     |
|                      | Frederika Luisa Hesensko-Darmstadtská    |  |                                             |                                                  |  |  |  |  |  |  |  |                     |
|                      |                                          |  |                                             |                                                  |  |  |  |  |  |  |  |                     |
|                      |                                          |  |                                             | Karolína Falcko-Zweibrückenská                   |  |  |  |  |  |  |  |                     |
|                      |                                          |  |                                             |                                                  |  |  |  |  |  |  |  |                     |
|                      | Vilém I. Pruský                          |  |                                             |                                                  |  |  |  |  |  |  |  |                     |
|                      |                                          |  |                                             |                                                  |  |  |  |  |  |  |  |                     |
|                      |                                          |  |                                             | Karel Ludvík Fridrich Meklenbursko-Střelický     |  |  |  |  |  |  |  |                     |
|                      |                                          |  |                                             |                                                  |  |  |  |  |  |  |  |                     |
|                      | Karel II. Meklenbursko-Střelický         |  |                                             |                                                  |  |  |  |  |  |  |  |                     |
|                      |                                          |  |                                             |                                                  |  |  |  |  |  |  |  |                     |
|                      |                                          |  |                                             | Alžběta Sasko-Hildburghausenská                  |  |  |  |  |  |  |  |                     |
|                      |                                          |  |                                             |                                                  |  |  |  |  |  |  |  |                     |
|                      | Luisa Meklenbursko-Střelická             |  |                                             |                                                  |  |  |  |  |  |  |  |                     |
|                      |                                          |  |                                             |                                                  |  |  |  |  |  |  |  |                     |
|                      |                                          |  |                                             | Jiří Vilém Hesensko-Darmstadtský                 |  |  |  |  |  |  |  |                     |
|                      |                                          |  |                                             |                                                  |  |  |  |  |  |  |  |                     |
|                      | Frederika Hesensko-Darmstadtská          |  |                                             |                                                  |  |  |  |  |  |  |  |                     |
|                      |                                          |  |                                             |                                                  |  |  |  |  |  |  |  |                     |
|                      |                                          |  |                                             | Marie Luisa Leiningensko-Falkenbursko-Dagsburská |  |  |  |  |  |  |  |                     |
|                      |                                          |  |                                             |                                                  |  |  |  |  |  |  |  |                     |
| Fridrich III. Pruský |                                          |  |                                             |                                                  |  |  |  |  |  |  |  |                     |
|                      |                                          |  |                                             |                                                  |  |  |  |  |  |  |  |                     |
|                      |                                          |  | Arnošt August II. Sasko-Výmarsko-Eisenašský |                                                  |  |  |  |  |  |  |  |                     |
|                      |                                          |  |                                             |                                                  |  |  |  |  |  |  |  |                     |
|                      | Karel August Sasko-Výmarsko-Eisenašský   |  |                                             |                                                  |  |  |  |  |  |  |  |                     |
|                      |                                          |  |                                             |                                                  |  |  |  |  |  |  |  |                     |
|                      |                                          |  |                                             | Anna Amálie Brunšvicko-Wolfenbüttelská           |  |  |  |  |  |  |  |                     |
|                      |                                          |  |                                             |                                                  |  |  |  |  |  |  |  |                     |
|                      | Karel Fridrich Sasko-Výmarsko-Eisenašský |  |                                             |                                                  |  |  |  |  |  |  |  |                     |
|                      |                                          |  |                                             |                                                  |  |  |  |  |  |  |  |                     |
|                      |                                          |  |                                             | Ludvík IX. Hesensko-Darmstadtský                 |  |  |  |  |  |  |  |                     |
|                      |                                          |  |                                             |                                                  |  |  |  |  |  |  |  |                     |
|                      | Luisa Augusta Hesensko-Darmstsdtská      |  |                                             |                                                  |  |  |  |  |  |  |  |                     |
|                      |                                          |  |                                             |                                                  |  |  |  |  |  |  |  |                     |
|                      |                                          |  |                                             | Karolína Falcko-Zweibrückenská                   |  |  |  |  |  |  |  |                     |
|                      |                                          |  |                                             |                                                  |  |  |  |  |  |  |  |                     |
|                      | Augusta Sasko-Výmarská                   |  |                                             |                                                  |  |  |  |  |  |  |  |                     |
|                      |                                          |  |                                             |                                                  |  |  |  |  |  |  |  |                     |
|                      |                                          |  |                                             | Petr III. Ruský                                  |  |  |  |  |  |  |  |                     |
|                      |                                          |  |                                             |                                                  |  |  |  |  |  |  |  |                     |
|                      | Pavel I. Ruský                           |  |                                             |                                                  |  |  |  |  |  |  |  |                     |
|                      |                                          |  |                                             |                                                  |  |  |  |  |  |  |  |                     |
|                      |                                          |  |                                             | Kateřina II. Veliká                              |  |  |  |  |  |  |  |                     |
|                      |                                          |  |                                             |                                                  |  |  |  |  |  |  |  |                     |
|                      | Marie Pavlovna Romanovová                |  |                                             |                                                  |  |  |  |  |  |  |  |                     |
|                      |                                          |  |                                             |                                                  |  |  |  |  |  |  |  |                     |
|                      |                                          |  |                                             | Fridrich II. Evžen Württemberský                 |  |  |  |  |  |  |  |                     |
|                      |                                          |  |                                             |                                                  |  |  |  |  |  |  |  |                     |
|                      | Žofie Dorota Württemberská               |  |                                             |                                                  |  |  |  |  |  |  |  |                     |
|                      |                                          |  |                                             |                                                  |  |  |  |  |  |  |  |                     |
|                      |                                          |  |                                             | Bedřiška Braniborsko-Schwedtská                  |  |  |  |  |  |  |  |                     |
|                      |                                          |  |                                             |                                                  |  |  |  |  |  |  |  |                     |